# لورن روبر
لورن روبر (فرانسوی: Laurent Robert‎؛ زادهٔ ۲۱ مه ۱۹۷۵) یک بازیکن فوتبال سابق اهل فرانسه است که در پست هافبک چپ بازی می‌کرد.
از باشگاه‌هایی که در آن بازی کرده‌است می‌توان به مون‌پلیه، باشگاه فوتبال تورنتو، پورتسموث، دربی کانتی، نیوکاسل یونایتد، بنفیکا، باشگاه فوتبال لوانته و پاری سن ژرمن اشاره کرد.